# عوسجلي كبير
عوسجلي كبير قرية سوريّة تتبع إداريّاً لمحافظة حلب منطقة منبج ناحية مركز منبج، بلغ تعداد سكانها 2,431 نسمة حسب التعداد السكاني لعام 2004.